# Batalla de Peñuelas
La Batalla de Peñuelas tuvo lugar el 15 de junio de 1860 en las inmediaciones de Peñuelas en el estado de Aguascalientes, México, entre elementos del ejército liberal, al mando del general Jesús González Ortega y elementos del ejército conservador comandados por el general Silverio Macías durante la Guerra de Reforma. La batalla terminó como victoria liberal, dejando en una situación muy comprometedora a Miramón pues este era amagado por el sur con las fuerzas de Ignacio Zaragoza, en el norte por Jesús González Ortega y desde el oriente por Santos Degollado.